# David Rath
David Rath (ur. 25 grudnia 1965 w Pradze) – czeski polityk, lekarz i działacz samorządowy, parlamentarzysta, w latach 2005–2006 minister zdrowia, od 2008 do 2012 hetman kraju środkowoczeskiego.

## Życiorys
W 1990 ukończył studia medyczne na wydziale lekarskim Uniwersytetu Karola. Pracował jako asystent macierzystej uczeni, podjął także prywatną praktykę jako lekarz internista. W pierwszej połowie lat 90. należał do Obywatelskiej Partii Demokratycznej, później krótko był członkiem SD-LSNS, następnie pozostawał bezpartyjny. W 1995 współtworzył związek zawodowy lekarzy LOK, w latach 1998–2005 pełnił funkcję przewodniczącego Czeskiej Izby Lekarskiej.
Od listopada 2005 do sierpnia 2006 sprawował urząd ministra zdrowia w rządzie Jiříego Paroubka. W 2006 wstąpił do Czeskiej Partii Socjaldemokratycznej. W tym samym roku uzyskał mandat deputowanego do Izby Poselskiej, który utrzymał także w kolejnych wyborach z 2008. W niższej izbie czeskiego parlamentu zasiadał do 2013. Był także radnym miejscowości Hostivice. W 2008 został wybrany na radnego kraju środkowoczeskiego. W listopadzie tegoż roku objął urząd hetmana tego kraju.
W maju 2012 został zatrzymany i następnie tymczasowo aresztowany w związku z zarzutami dotyczącymi korupcji. W tym samym miesiącu zrezygnował z członkostwa w ČSSD, stanowiska hetmana kraju i mandatu radnego regionalnego. W czerwcu 2012 Izba Poselska pozbawiła go immunitetu parlamentarnego. Tymczasowe aresztowanie uchylono w listopadzie 2013. W lipcu 2015 został w pierwszej instancji skazany na karę 8 lat i 6 miesięcy pozbawienia wolności. Polityk kwestionował swoją winę i wymiar kary. W wyniku postępowania odwoławczego w czerwcu 2019 kara pozbawienia wolności została obniżona do 7 lat.
W międzyczasie powrócił do aktywności politycznej, m.in. w wyborach z maja 2019 otwierał listę ugrupowania Česká Suverenita w wyborach europejskich (nie uzyskując mandatu). W styczniu 2021 został warunkowo przedterminowo zwolniony z odbywania kary pozbawienia wolności. W czerwcu 2022 zapadł wobec niego wyrok skazujący w drugim z postępowań karnych. Ostatecznie zakończył odbywanie kary w maju 2023.